# Traumatyna
Traumatyna – organiczny związek chemiczny z grupy nienasyconych kwasów tłuszczowych będący fitohormonem produkowanym przez roślinę w odpowiedzi na jej uszkodzenia. Jest również prekursorem kwasu traumatynowego. Może zostać otrzymana kilkoma metodami, m.in. z estru metylowego traumatyny i kwasu wernolowego.
Nazwa związku została zaproponowana w 1938 roku przez Jamesa Bonnera i Jamesa Englisha.